# Уосика (город, Миннесота)
Уоси́ка (англ. Waseca) — город в округе Уосика, штат Миннесота, США. На площади 12,8 км² (9,9 км² — суша, 2,9 км² — вода), согласно переписи 2002 года, проживают 8493 человека. Плотность населения составляет 855,4 чел./км².
- Телефонный код города — 507
- Почтовый индекс — 56093
- FIPS-код города — 27-68296[1]
- GNIS-идентификатор — 0653793[2]